# 特尔玛·里特

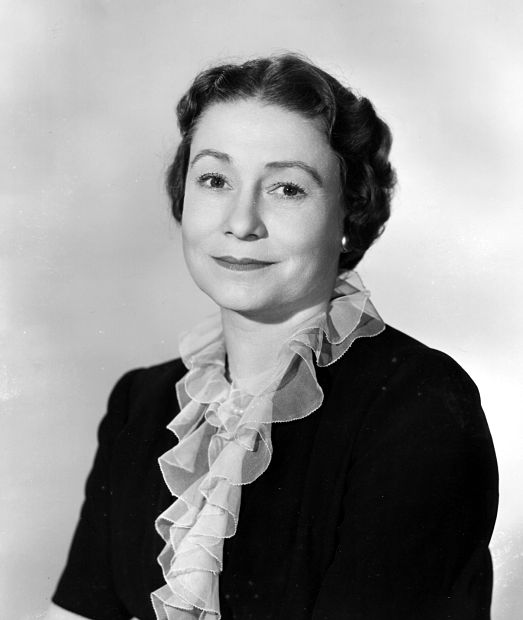

特尔玛·里特（英語：Thelma Ritter，1902年2月14日—1969年2月5日），女，美国演员。曾获得托尼奖最佳音乐剧女主角。